# Верхние Пиренеи
Ве́рхние Пирене́и (фр. Hautes-Pyrénées, окс. Hauts Pirenèus, Auts Pirenèus) — департамент на юго-западе Франции, один из департаментов региона Окситания. Порядковый номер — 65. Административный центр — Тарб. Население — 237 945 человек (84-е место среди департаментов, данные 2010 года).

## География
Площадь территории — 4464 км². В основном это гористая местность.
Департамент включает 3 округа, 34 кантона и 474 коммуны.

## История
Верхние Пиренеи — один из первых 83 департаментов, созданных в марте 1790 года. Находится на территории бывшей провинции Гиень. Исторически эти земли входили в состав графства Бигорра, которое потом вошло в Гасконь. В XVI веке это была часть королевства Наварра, присоединенного к Франции благодаря Генриху IV.
В департаменте находится Лурд — один из важнейших центров паломничества в Европе (его ежегодно посещают до 5 млн паломников), — который прославился после того, как 14-летняя местная жительница Бернадетта Субиру (впоследствии канонизированная) сообщила, что 11 февраля 1858 г. в одной из пещер в окружающих город горах ей явилась Дева Мария, после чего такие явления, по её словам, повторялись 17 раз.